# Castalla (kommunhuvudort)
Castalla är en kommunhuvudort i Spanien.   Den ligger i provinsen Provincia de Alicante och regionen Valencia, i den sydöstra delen av landet, 300 km sydost om huvudstaden Madrid. Castalla ligger 700 meter över havet och antalet invånare är 10 327.
Terrängen runt Castalla är huvudsakligen kuperad, men åt sydost är den platt. Runt Castalla är det ganska tätbefolkat, med 67 invånare per kvadratkilometer. Närmaste större samhälle är Elda, 16,8 km sydväst om Castalla. Omgivningarna runt Castalla är i huvudsak ett öppet busklandskap.